# 马胡瓦
马胡瓦（Mahuva），是印度古吉拉特邦Bhavnagar县的一个城镇。总人口70633（2001年）。

## 人口
该地2001年总人口70633人，其中男性36239人，女性34394人；0—6岁人口9765人，其中男5235人，女4530人；识字率66.90%，其中男性为74.14%，女性为59.28%。